# 巴基斯坦裔孟加拉人
巴基斯坦裔孟加拉人，是現代孟加拉國境內的烏爾都語穆斯林移民，他們在1947年印巴分治後定居在東巴基斯坦（現孟加拉國）。他們人口有300000人-500000人。
他們可以包括幾組人。其中首先是“比哈爾穆斯林”。雖然這些人口中的大多數屬於印度比哈爾邦，但也有來自北方邦的。還有一些人在19世紀後期定居在東孟加拉，孟加拉國成立後，這些人是“擱淺的巴基斯坦人”。在巴基斯坦和其他地方的烏爾都語媒體中，這被翻譯為“Mehsooreen”或“Besieged”。另一個常見術語是“非孟加拉人”，其中不僅包括烏爾都語，還包括居住在孟加拉國的旁遮普人、普什圖人和俾路支人。
直到2008年，達卡高等法院的一項判決才賦予比哈爾穆斯林公民權，之前他們是無國籍人。判決書不包括孟加拉國解放戰爭時期的成年難民。2015年3月，巴基斯坦外交部表示，已有超過170,000名比哈爾人被遣返回巴基斯坦，剩下的“擱淺的巴基斯坦人”不是其責任，而是孟加拉國的責任。

## 劃分
在獨立前的英屬印度，印度教徒佔多數的比哈爾邦有一個講烏爾都語的穆斯林少數民族。1947年，在印巴分治時，比哈爾穆斯林，其中許多人正在逃離分裂期間發生的暴力事件，逃往新獨立的東巴基斯坦。但由於烏爾都語是新國家的民族語言，因此他們在新國家擔任的職位不成比例，因為對於許多比哈里穆斯林來說，他們的母語是這樣的。這引起了本土孟加拉人的極大不滿，他們不得不說一種新語言並且處於劣勢。

## 孟加拉國獨立
1971年孟加拉國解放戰爭在巴基斯坦東西方爆發時，比哈爾人支持西巴基斯坦，反對孟加拉爾人要求將孟加拉語作為官方語言，並選擇維持烏爾都語作為許多比哈爾人的國語，它是他們的母語。 隨著印度秘密和後來公開的支持，東巴基斯坦成為獨立的孟加拉國。在戰爭期間，“對比哈里社區進行了許多攻擊，因為他們被視為巴基斯坦統治的象徵。

## 難民危機
隨著巴基斯坦軍隊和巴基斯坦平民撤離，比哈爾人現在被拋在後面，他們發現自己在這兩個國家都不受歡迎。巴基斯坦擔心，比哈爾人大規模湧入可能破壞一個脆弱的，文化混合的人口的穩定狀態，這些人與比哈爾人沒有任何相似之處;此外，巴基斯坦政府認為，由於孟加拉國仍然是東巴基斯坦的繼承國，它必須履行其照顧這些難民的義務，就像巴基斯坦（西方）數百萬印度教與孟加拉難民一樣逃離西巴基斯坦。巴基斯坦的一些團體敦促巴基斯坦政府接受比哈爾人。
在1974年的一項協議中，巴基斯坦接納了170,000名比哈爾難民;然而，遣返進程隨後停滯不前。
獨立後的孟加拉國蔑視比哈爾人，因他們支持巴基斯坦軍隊。由於這兩個國家都沒有提供公民身份，比哈爾人無國籍。像聯合國難民署這樣的組織敦促巴基斯坦和孟加拉國政府“向沒有有效國籍的數十萬人提供公民身份”。
2006年，一份報告估計有240,000至300,000比哈爾人居住在達卡的66個擁擠的營地和孟加拉國的其他13個地區。2003年，根據法院對憲法的解釋，其中10名比哈爾人被授予公民身份。然而，隨後在將這一裁決擴大到其他人方面進展甚微。許多巴基斯坦人和國際觀察家認為，比哈爾人的困境已被政黨政治化，給予難民虛假的希望和不切實際的期望。近年來，孟加拉國的一些法院裁決授予居住在孟加拉難民營的比哈爾人公民身份，因為這些難民中的大多數都是在那裡出生的。國際觀察家認為，孟加拉國作為繼承國需要履行其國際義務，並為這個正式無國籍族群提供公民身份，或安排他們和平地遣返其本土比哈爾邦。
2002年，巴基斯坦總統佩爾韋茲·穆沙拉夫在訪問孟加拉國期間表示，儘管他對孟加拉國成千上萬被稱為“擱淺的巴基斯坦人”的人的困境表示了同情，但由於巴基斯坦無法吸收他們，他不能讓他們移民到巴基斯坦。如此眾多的難民與巴基斯坦沒有任何語言，文化或歷史的關係。他鼓勵孟加拉人不要將這個問題政治化，並接受難民作為公民，如果問題得不到解決，巴基斯坦政府官員威脅要驅逐居住在該國的150多萬非法孟加拉難民。

## 孟加拉國公民權
2003年5月，孟加拉國一項高等法院的裁決允許10名比哈爾穆斯林獲得公民身份和投票權；該裁決還暴露了比哈爾穆斯林之間的代溝，年輕的比哈里斯傾向於對該裁決“興高采烈”，但老人則絕望。許多比哈爾穆斯林現在在孟加拉國尋求更大的公民權利和公民身份。